# Natrofilita
La natrofilita és un mineral de la classe dels fosfats, que pertany al grup de la trifilita. Rep el seu nom del grec "NATRium" (sodi, en llatí) i φίλος, amic, en al·lusió a la seva composició, que conté sodi significativament.

## Característiques
La natrofilita és un fosfat de fórmula química NaMn2+PO₄. Cristal·litza en el sistema ortoròmbic. La seva duresa a l'escala de Mohs es troba entre 4,5 i 5. És un mineral isostructural amb l'olivina.
Segons la classificació de Nickel-Strunz, la natrofilita pertany a «08.AB - Fosfats, etc. sense anions addicionals, sense H₂O, amb cations de mida mitjana» juntament amb els següents minerals: farringtonita, ferrisicklerita, heterosita, litiofilita, purpurita, sicklerita, simferita, trifilita, karenwebberita, sarcòpsid, chopinita, beusita, graftonita, xantiosita, lammerita, lammerita-β, mcbirneyita, stranskiïta, pseudolyonsita i lyonsita.

## Formació i jaciments
Va ser descoberta a la pedrera Fillow, a Branchville, a la localitat de Redding, pertanyent al comtat de Fairfield (Connecticut, Estats Units). També a Connecticut ha estat descrita a la pedrera Strickland, al comtat de Middlesex, i fora d'aquest estat, a la pegmatita Animikie Red Ace, al comtat de Florence (Wisconsin). A Europa ha estat trobada a la mina del mont Szklana, a la Baixa Silèsia (Polònia), i a la mina Sauberg, a Ehrenfriedersdorf (Saxònia, Alemanya).